# Kungota
Kungota è un comune di 4 741 abitanti della Slovenia nord-orientale.